# Visit South Aegean Islands
La Visit South Aegean Islands  (nota anche semplicemente come South Aegean Tour) è una corsa a tappe maschile di ciclismo su strada che si svolge ogni anno a Rodi, in Grecia. Dal 2022 fa parte del circuito UCI Europe Tour come gara di classe 2.2.

## Albo d'oro
Aggiornato all'edizione 2025.
| Anno | Vincitore             | Secondo                     | Terzo           |
| ---- | --------------------- | --------------------------- | --------------- |
| 2022 | Matteo Dal-Cin        | Luca Dreßler                | Alexis Guerin   |
| 2023 | Jakub Otruba          | Cedrik Bakke Christophersen | Félix Stehli    |
| 2024 | André Drege           | Lukas Rüegg                 | Mattia Negrente |
| 2025 | Alexander Arnt Hansen | Mattia Negrente             | Ulrik Tvedt     |